# Courpiac
Courpiac település Franciaországban, Gironde megyében. Lakosainak száma 122 fő (2022. január 1.). Courpiac Bellefond, Cessac, Lugasson és Romagne községekkel határos.

## Népesség
A település népességének változása:
| Lakosok száma | 84   | 83   | 93   | 87   | 120  | 121  | 125  | 128  | 126  | 122  |
|               | 1968 | 1982 | 1990 | 2006 | 2013 | 2015 | 2017 | 2019 | 2020 | 2022 |